# ستار أندروز
ستار أندروز (من مواليد 23 يونيو 2001) هي لاعبة متزلجة على الجليد أمريكية. فازت بالميدالية الفضية في بطولة كندا الدولية للتزلج على الجليد 2022، والميدالية الفضية في كأس التحدي الدولي لعام 2019، والميدالية الفضية في كأس إيجنا لعام 2019، وحصلت على المركز الرابع في بطولة الولايات المتحدة للتزلج على الجليد 2023. واحتلت المراكز العشرة الأولى في ثلاث بطولات الاتحاد الدولي للتزلج على الجليد وهي أول امرأة أمريكية من أصل أفريقي تفوز بميدالية الجائزة الكبرى في تخصص الفردي. وفي وقت سابق من مسيرتها المهنية، فازت أندروز بالميدالية الفضية في البطولة الوطنية الأمريكية للناشئين 2017.

## نشأتها
وُلدت ستار أندروز في 23 يونيو 2001 في لوس أنجلوس، كاليفورنيا. تلقت تعليمها في المنزل. لديها أخ وأختان، إحداهما سكايلر، لاعبة جمباز، والأخرى أشتون لاعب بيسبول. والدتهما، توشاوا أندروز، تعاني من مرض الأوعية الدموية الدقيقة في القلب، مما أدى إلى إصابتها بعشرات النوبات القلبية.

## مسيرتها الرياضية
أصبحت أندروز مهتمة بالتزلج الفني على الجليد بعد أن اصطحبتها والدتها إلى حلبة التزلج وهي في الثالثة من عمرها. تذكرت ذلك في عام 2018، قائلةً: "كنت أرغب بشدة في التزلج على الجليد، لكنني كنت صغيرة جدًا، فاضطررت للانتظار." بدأت تعلم التزلج عام 2005. انتشر فيديو لأندروز، البالغة من العمر تسع سنوات، وهي تتزلج على أنغام أغنية (بالإنجليزية: Whip My Hair)، على نطاق واسع بعد ظهوره على يوتيوب في ديسمبر 2010. وبحلول مارس 2018، وصل عدد مشاهداته إلى 53 مليون مشاهدة. أصبح ديريك ديلمور مدربها حوالي عام 2013. احتلت أندروز المركز السادس على مستوى المبتدئين في بطولة الولايات المتحدة 2016.

### موسم 2016-2017
قررت أندروز الترقية إلى مستوى الناشئين، تحت إشراف ديلمور وبيتر كونغكاسيم في ليكوود، كاليفورنيا وريفرسايد، كاليفورنيا. في أول ظهور دولي لها، فازت بلقب الناشئات في الدب الذهبي في زغرب في أكتوبر 2016.
في يناير، حصلت على الميدالية الفضية للناشئين في بطولة الولايات المتحدة 2017. بعد انسحاب أمبر جلين، انضمت أندروز إلى فريق الولايات المتحدة في بطولة العالم للناشئين 2017 في تايبيه، تايوان. في هذا الحدث، الذي أقيم في مارس، تأهلت إلى المرحلة النهائية بحصولها على المركز التاسع في البرنامج القصير، وواصلت مسيرتها لتحتل المركز الثاني عشر في الترتيب العام.

### موسم 2017–18
بدأت أندروز موسمها على مستوى الناشئين، حيث احتلت المركز الخامس في جائزة الاتحاد الدولي للتزلج على الجليد الكبرى للناشئين في النمسا. في ديسمبر، وفي أول ظهور دولي لها على مستوى الكبار، احتلت المركز السادس في بطولة ISU للتزلج الفني على الجليد لعام 2017، حيث حصلت أيضًا على الحد الأدنى من الدرجات الفنية لكلا المستوىين بطولة الاتحاد الدولي للتزلج على الجليد.
في يناير، احتلت أندروز المركز السادس في فئة السيدات الكبار في بطولة الولايات المتحدة 2018، بعد أن احتلت المركز الثامن في البرنامج القصير والخامس في التزلج الحر. عُيِّنت للمشاركة في بطولة القارات الأربع للتزلج الفني لعام 2018، حيث احتلت المركز السابع، وفي بطولة العالم للناشئين للتزلج الفني لعام 2018، حيث انسحبت منها. وحلت محلها إيمي ما.

### موسم 2018–19

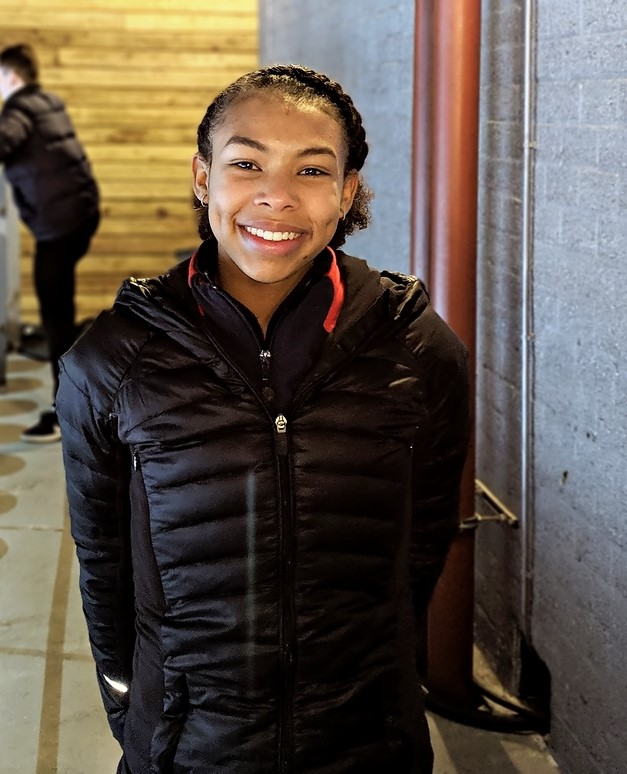
أندروز في كأس التحدي الدولي 2019

في أوائل أغسطس، شاركت أندروز في كأس التزلج الفني الآسيوي المفتوح 2018؛ حيث احتلت المركز الثاني في البرنامج القصير محققةً أفضل نتيجة شخصية، لكنها تراجعت إلى المركز الخامس بعد التزلج الحر. في سبتمبر، في سلسلة التحدي الكلاسيكية الخريفية الدولية 2018، احتلت المركز الخامس في البرنامج القصير والسابع في الترتيب العام. حاولت تنفيذ قفزة المحور الثلاثي في البرنامج الحر، لكن قفزتها كانت هبوطًا بالقدمين، وانخفض مستواها بسبب عدم كفاية الدوران. ظهرت لأول مرة في الجائزة الكبرى للتزلج على الجليد في أكتوبر في بطولة  سكيت أمريكا 2018، واحتلت المركز التاسع في البرنامج القصير، والعاشر في التزلج الحر، والعاشر في الترتيب العام. تمت دعوتها أيضًا إلى بطولة التزلج الكندية الدولية 2018، حيث احتلت المركز الرابع في البرنامج القصير، والتاسع في التزلج الحر، والسابع بشكل عام. حصلت أندروز على المركز الثامن في بطولة الولايات المتحدة 2019 قبل أن يفوز بالميدالية الفضية في كأس التحدي الدولي 2019 وكأس إجنا الربيعية 2019.

### موسم 2019–2020

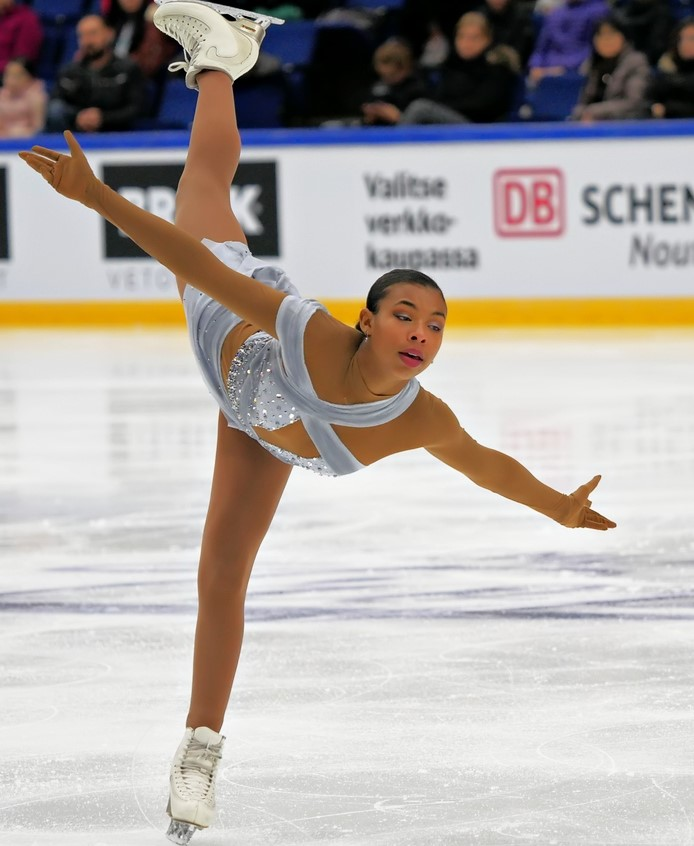
أندروز يؤدي اللولبي في كأس سلسلة التحدي فنلنديا لعام 2019

ابتداءً من سلسلة التحدي لعام 2019، احتل أندروز المركز الخامس في كلٍّ من كأس سي إس لومبارديا لعام 2019 وكأس سي إس فنلنديا لعام 2019. في الجائزة الكبرى، حققت أندروز المركز الرابع في البرنامج القصير في بطولة فرنسا الدولية 2019 محققةً أفضل رقم شخصي لها. وفي التزلج الحر حققت المركز الخامس في الترتيب العام. حققت أندروز المركز السادس في بطولة الولايات المتحدة 2020. وأنهت الموسم في بطولة العالم للناشئين 2020، محققةً المركز الثامن.

### موسم 2020–21
بدأت أندروز موسمها بالتنافس في تحدي نقاط آي إس بي بوينتس، وهي مسابقة محلية أمريكية افتراضية. وفي أول فرصة، احتلت المركز الرابع. تم تعيينها للمنافسة في تزلج أمريكا 2020 في لاس فيغاس، وهو حدث لا يحضره سوى المتزلجين الذين يتدربون في الولايات المتحدة بسبب جائحة فيروس كورونا وحلت في المركز الثامن. وخلال مشاركتها في بطولة الولايات المتحدة للتزلج الفني على الجليد 2021، التي أقيمت أيضًا في لاس فيغاس، احتلت أندروز المركز الثاني عشر.

### موسم 2021-2022
بدأت أندروز الموسم الأولمبي في بدأ أندروز الموسم الأولمبي في سلسلة تحدي الاتحاد الدولي للتزلج 2021-22، واحتل المركز الخامس في سلسلة التحدي الكلاسيكية الخريفية الدولية 2021.
بعد انسحاب برادي تينيل من بطولة سكيت أمريكا 2021، تم اختيار أندروز لتحل محلها. احتلت أندروز المركز العاشر في هذا الحدث، ثم أنهت البطولة في المركز الخامس في بطولة كأس سلسلة التحدي النمسا 2021. اضطرت للانسحاب من بطولة فرنسا الدولية 2021 بسبب إصابة في الإحماء.
حققت أندروز المركز التاسع في بطولة الولايات المتحدة للتزلج الفني على الجليد 2022. تأهلت بفضل هذه النتيجة للمشاركة في بطولة القارات الأربع للتزلج الفني على الجليد 2022، حيث حلت في المركز التاسع أيضًا. في الربيع، خضعت لعملية جراحية لعلاج تسرع القلب فوق البطيني، الذي عانت منه لما يقرب من عقد من الزمان.

### موسم 2022-23
أنهت أندروز في المركز السادس في كأس نيبيلهورن 2022 لبدء الموسم. في أول مهمة لها في الجائزة الكبرى للتزلج على الجليد في بطولة كندا الدولية 2022، احتلت المركز الخامس في البرنامج القصير. ثم "فاجأت" الكثيرين باحتلالها المركز الثاني في التزلج الحر، لترتقي إلى الميدالية الفضية.  أصبحت أول امرأة أمريكية من أصل أفريقي تحصل على ميدالية في الفردي في الجائزة الكبرى للتزلج على الجليد التي بدأت في عام 1995، وثاني امرأة متزلجة سوداء بعد الفرنسية سوريا بونالي. أشارت أندروز إلى أهمية ذلك قائلة "إنها صفقة ضخمة بالنسبة لي. أنا واحدة من الأشخاص القلائل من ذوي البشرة الملونة في هذه الرياضة، وإحراز ميدالية هو أمر أكثر خصوصية."  مع اقترابها من كأس إن إتش كيه 2022، خططت لإضافة قفزة ثانية في التزلج الحر إلى تزلجها الحر، بعد أن تعافت من "التواء" في الكاحل الذي استلزم تقليل محتواها في الأحداث الأولى. احتلت المركز الخامس في البرنامج القصير، وتراجعت إلى المركز التاسع بعد التزلج الحر، حيث قامت بالقفزة الثانية التي كانت تخطط لها.
في بطولة الولايات المتحدة للتزلج الفني 2023، احتلت أندروز المركز الثالث بفارق ضئيل في البرنامج القصير. في التزلج الحر، ارتكبت خطأين في القفز، وتفوقت عليها أمبير غلين لتحصد الميدالية البرونزية، لكنها مع ذلك فازت بميدالية الفضية وصعدت إلى منصة التتويج في فئة الكبار لأول مرة في مسيرتها. كانت أول امرأة أمريكية من أصل أفريقي تصعد إلى منصة التتويج الأمريكية منذ تحقيق المتزلجة ديبي توماس ميدالية في بطولة الولايات المتحدة للتزلج الفني 1988، وهو ما وصفته أندروز بأنه "مذهل".

### موسم 2023-2024

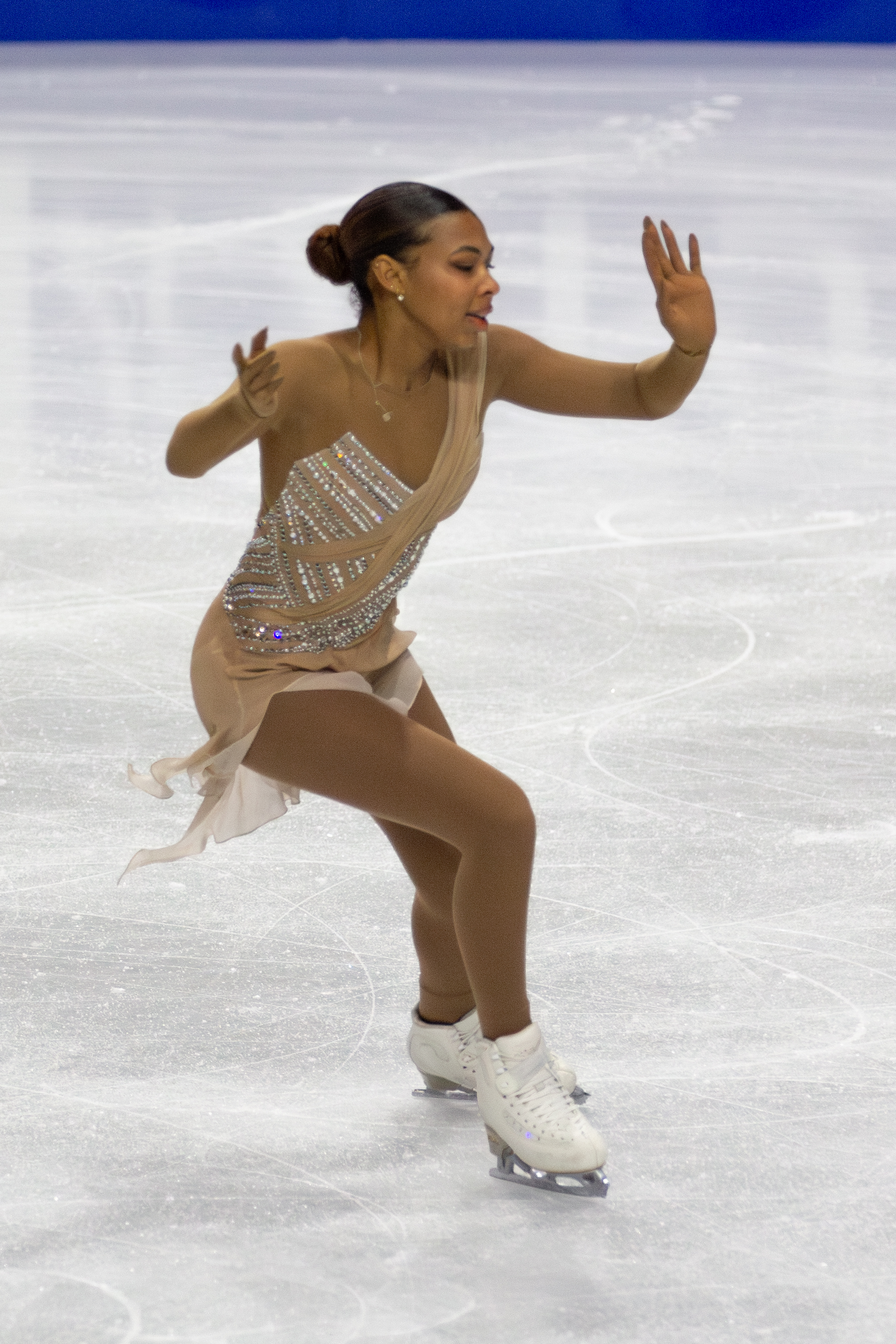
أندروز في بطولة التزلج الكندية الدولية 2023

تأخرت استعدادات أندروز للموسم الجديد في البداية بسبب قضائها وقتًا في التحضير لمشاركة محتملة في مهرجان كوتشيلا، والتي لم تُكتب لها النجاح في النهاية. ثم خضعت لجراحة في القلب لعلاج تسرع القلب الأذيني، الذي كانت تعاني منه لعقد من الزمان. تمكنت في النهاية من بدء العمل على برامجها بحلول يوليو، لكنها لم تشارك في المنافسات المحلية والدولية المبكرة بسبب التأخيرات ومرض آخر. ظهرت لأول مرة في بطولة كأس الملك الدولية في أوائل أكتوبر، وفازت بالميدالية الفضية.
انطلقت في الجائزة الكبرى في بطولة كندا الدولية للتزلج 2023، وحصلت على المركز السادس في البرنامج القصير. تراجعت أندروز إلى المركز الثامن بسبب مشاكل في القفز في التزلج الحر. ثم حلت في المركز العاشر في جائزة إسبو الكبرى 2023. فازت بالميدالية البرونزية في بطولة زغرب سلسلة التحدي غولدن سبين 2023 في كرواتيا. في بطولة الولايات المتحدة 2024، احتلت أندروز المركز التاسع في البرنامج القصير، لكنها قدمت أداءً قويًا في التزلج الحر، حيث احتلت المركز الخامس، وصعدت إلى المركز السادس في الترتيب العام.

### موسم 2024-25
بدأ أندروز الموسم بالتنافس في سلسلة التحدي الاتحاد الدولي للتزلج 2024-25، حيث احتل المركز الخامس في كأس التوت البري الدولي والعاشر في 2024 تحدي دينيس تين التذكاري. في أواخر نوفمبر، تنافست في بطولة التزلج الفني على الجليد في ساحل المحيط الهادئ لعام 2025، حيث فازت بالميدالية الفضية، وبالتالي تأهلت لبطولة الولايات المتحدة.. ثم فازت بالميدالية الذهبية في كأس سانتا كلوز 2024.
في بطولة الولايات المتحدة للتزلج الفني 2025، حققت أندروز المركز الثاني عشر في البرنامج القصير، لكنها قدمت أداءً رائعًا في التزلج الحر، محققةً المركز الخامس في ذلك الجزء، والسادس في الترتيب العام. ثم اختتمت الموسم بحصولها على المركز الرابع في كأس التحدي الدولي 2025.